# Stazione di Tassignano-Capannori
Stazione di Tassignano-Capannori vasútállomás Olaszországban, Capannori településen.

## Vasútvonalak
Az állomást az alábbi vasútvonalak érintik:
- Viareggio-Firenze-vasútvonal

## Kapcsolódó állomások
A vasútállomáshoz az alábbi állomások vannak a legközelebb:
- Stazione di Porcari
- Stazione di Lucca